# Країна сліпих та інші оповідання
«Країна сліпих та інші оповідання» (англ. The Country of the Blind and Other Stories) — збірка романів англійського письменника Герберта Веллса. Написана між 1894 та 1909 роками. Видана у 1911 році.

## Зміст
- "Покидання Джейн" ("The Jilting of Jane")
- "Конус" ("The Cone")
- "Викрадена Бацила" ("The Stolen Bacillus")
- "Цвітіння Дивної орхідеї" ("The Flowering of the Strange Orchid")
- "У обсерваторії Аву" ("In the Avu Observatory")
- "Острів епіорніса" ("Æpyornis Island")
- "Дивовижний випадок з очима Девідсона" ("The Remarkable Case of Davidson's Eyes")
- "Володар Динамо" ("The Lord of the Dynamos")
- "Метелик" ("The Moth")
- "Скарб у лісі" ("The Treasure in the Forest")
- "Історія покійного пана Елвесхема" ("The Story of the Late Mr. Elvesham")
- "Під ніж" ("Under the Knife")
- "Пірати" ("The Sea Raiders")
- "Знищена людина» ("The Obliterated Man")
- "Історія Платтнера" ("The Plattner Story")
- "Червона кімната" ("The Red Room")
- "Фіолетові капелюшки" ("The Purple Pileus")
- "Промах під мікроскопом" ("A Slip Under the Microscope")
- "Кришталеве яйце" ("The Crystal Egg")
- "Зірка" ("The Star")
- "Людина, яка могла творити чудеса" ("The Man Who Could Work Miracles")
- "Бачення Страшного суду" ("A Vision of Judgement")
- "Джиммі - окуляри Бога" ("Jimmy Goggles the God")
- "Серце Міс Уінчелсі" ("Miss Winchelsea's Heart")
- "Сон Армагеддона" ("A Dream of Armageddon")
- "Долина Павуків" ("The Valley of Spiders")
- "Новий прискорювач" ("The New Accelerator")
- "Правда про Пайкрафт" ("The Truth About Pyecraft")
- "Чарівний магазин" ("The Magic Shop")
- "Імперія мурах" (" The Empire of the Ants ")
- "Двері у стіні" ("The Door in the Wall")
- "Країна сліпих" (" The Country of the Blind ")
- "Красивий костюм" ("The Beautiful Suit")